# Raymond James Stadium
Le Raymond James Stadium (auparavant Tampa Community Stadium et surnommé The New Sombrero, Ray Jay ou the CITS) est un stade de football américain situé près du Tampa International Airport dans la ville de Tampa, en Floride. 
Depuis son ouverture en 1998, ses locataires sont les Buccaneers de Tampa Bay, une équipe de football américain évoluant dans la division sud de la National Football Conference en NFL. Il accueille également l'équipe de football américain de l'University of South Florida, les Bulls de South Florida de la Big East Conference en NCAA. De 1998 à 2001, il a servi de terrain à domicile pour les Mutiny de Tampa Bay de la Major League Soccer. Chaque année depuis 1999, il organise le ReliaQuest Bowl. Sa capacité est de 69 218 places, mais elle peut être augmentée à 75 000 pour certains événements comme le Super Bowl, accueilli à trois reprises. Le stade possède 195 suites de luxe, 12 332 sièges de club et est entouré de 10 000 places de parking.

## Histoire
Depuis son ouverture en 1998, le Raymond James Stadium est un des meilleurs stades dans la NFL, il a été nommé "crown jewel" de la ligue. Après avoir passé plusieurs années au Houlihan's Stadium, les Buccaneers ont voulu un nouveau stade moderne avec un design innovant. Le 3 septembre 1996, les électeurs du comté de Hillsborough ont approuvé la construction d'un nouveau stade après qu'un référendum eut été établi (53 % de oui) et la construction a commencé en octobre 1996. Il fut conçu par la firme architectural  HOK Sport. Construit à côté du Houlihan's Stadium, les spectateurs pouvaient observer le stade en chantier. Raymond James Financial de St. Petersburg a acheté les droits d'appellation $32,5 millions USD pendant 13 années, ainsi le stade a été appelé Raymond James Stadium. 
Le jour d'ouverture du Raymond James Stadium était le 20 septembre 1998, il appartient à Tampa Sports Authority et a coûté $168,5 millions USD. Plus de 65 000 fans des Buccaneers ont rempli le stade. Deux tribunes de trois rangées sont situés des deux côtés du terrain de jeu, et les places additionnelles sont situées sur les deux extrémités. Les dispositifs du stade sont concentrés sur un concept: augmenter les expériences des spectateurs pendant les matchs des Buccaneers de Tampa Bay. Le stade inclut beaucoup d'agréments comprenant 12 332 sièges de club, 195 suites de luxe, et la caractéristique principale, le Buccaneer Cove. Placé sur la partie nord du Raymond James Stadium, le Buccaneer Cove, est modelé selon un village de pirate du XIXe siècle. Coûtant $3 millions USD, l'attraction principale du Buccaneer Cove est un bateau de pirate reproduit de 31 mètres de long. Le bateau sert comme secteur de divertissement pour les spectateurs. Quand un joueur de Buccaneers marque un touchdown, huit canons ouvre le feu pour célébrer le moment. Le Raymond James Stadium a été l'organisateur du Super Bowl en 2001 et celui du Outback Bowl chaque année.
Il a organisé le Super Bowl XXXV le 28 janvier 2001, le Super Bowl XLIII (1er février 2009) ainsi que le Super Bowl LV le 7 février 2021.

## Événements
- Super Bowl XXXV, 28 janvier 2001
- Super Bowl XLIII, 1er février 2009
- NFL Divisional playoffs, 15 janvier 2000
- NFL Divisional playoffs, 12 janvier 2003
- NFL Wild Card Playoff, 7 janvier 2006
- Outback Bowl, depuis 1999
- Monster Jam
- Match amical de Soccer USA 3-1 Équateur le 25/03/2007 (31 547 spectateurs)
- College Football Championship Game, 9 janvier 2017
- WrestleMania 36 était prévu le 5 avril 2020. En raison de la pandémie de coronavirus, l'évènement est délocalisé au Performance Center, le centre d'entrainement de la WWE.
- Super Bowl LV, 7 février 2021
- WrestleMania 37, les 10 et 11 avril 2021
- Concerts de Taylor Swift (The Eras Tour), 13, 14 et 15 avril 2023

## Galerie

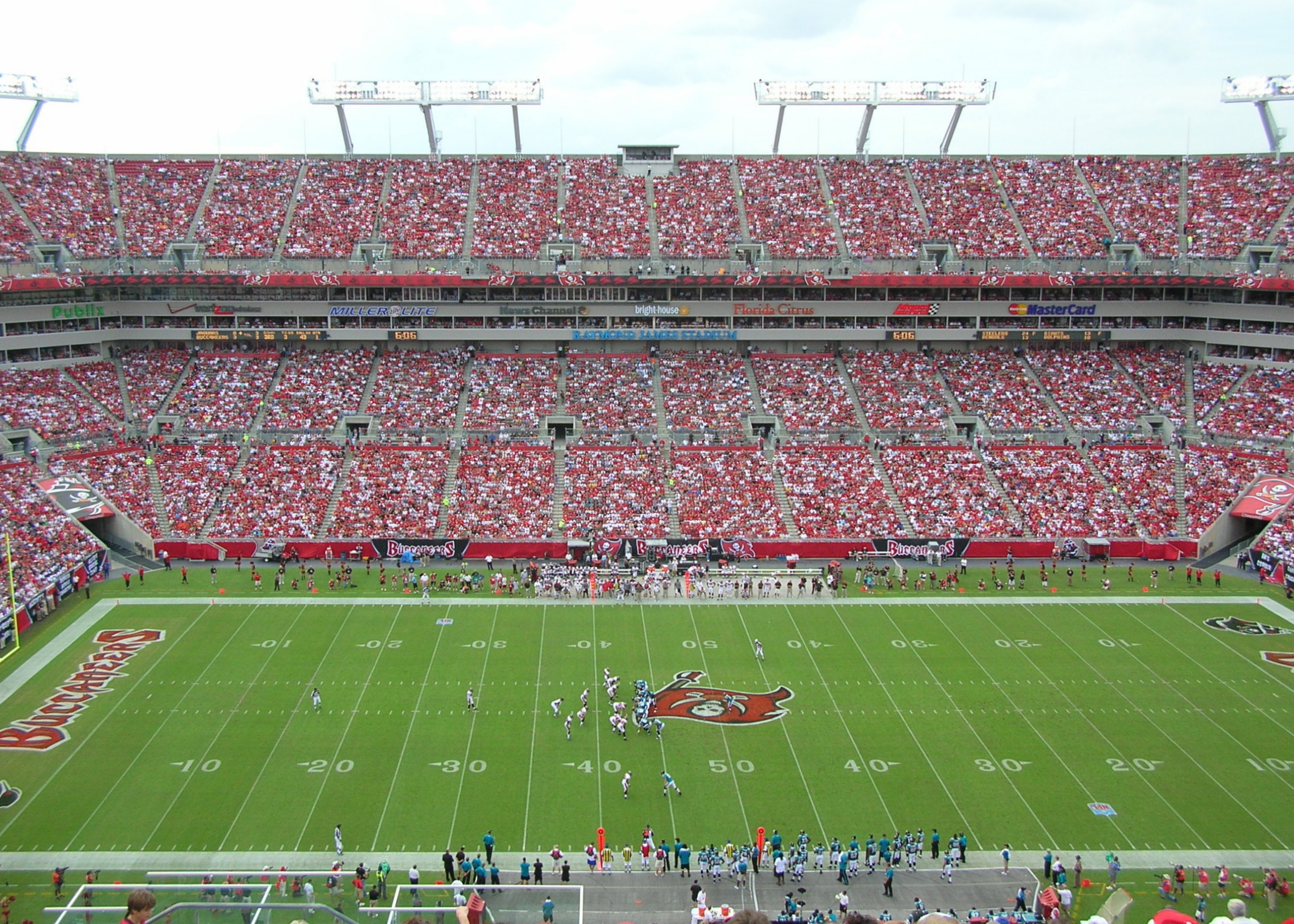
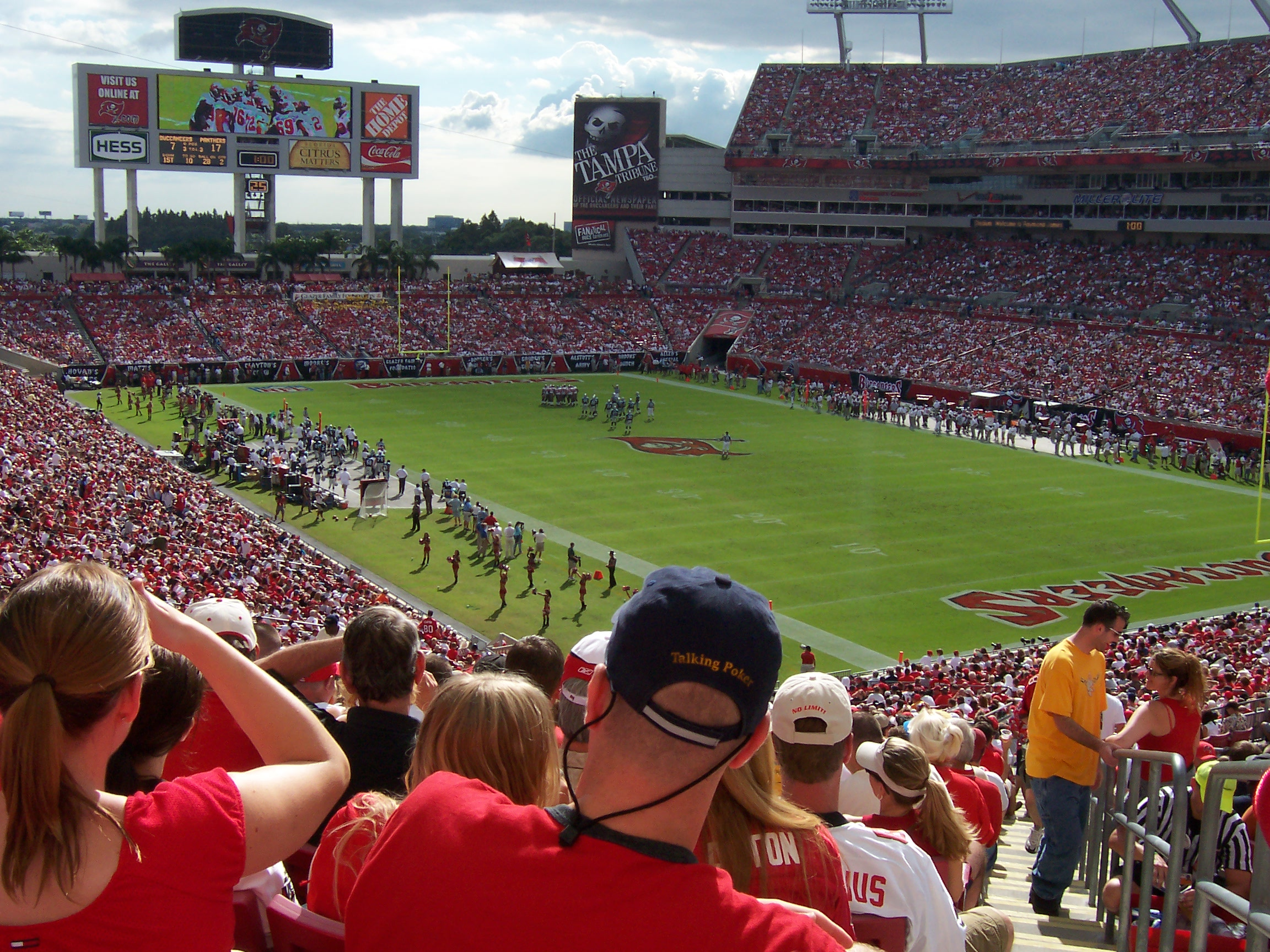
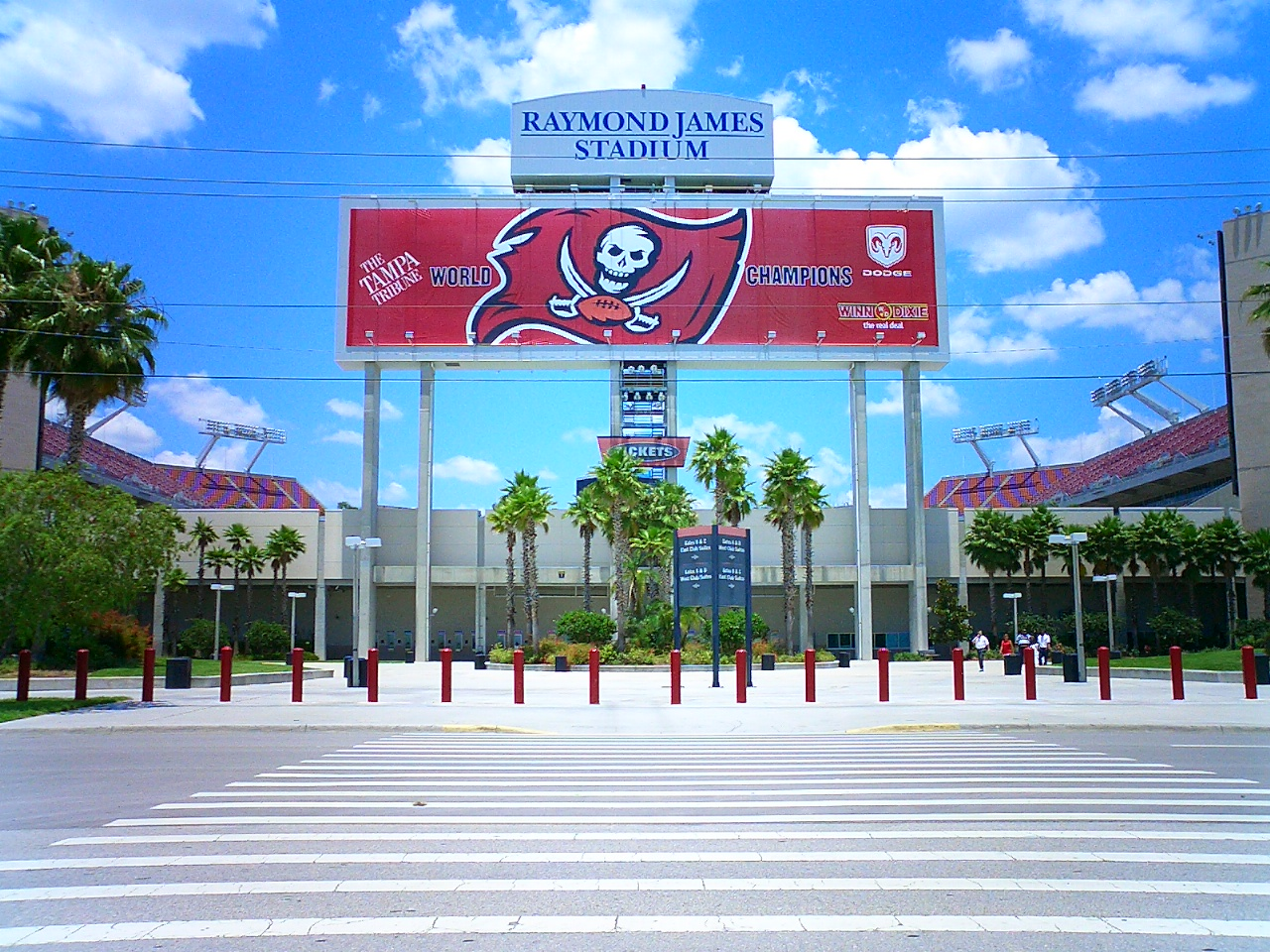
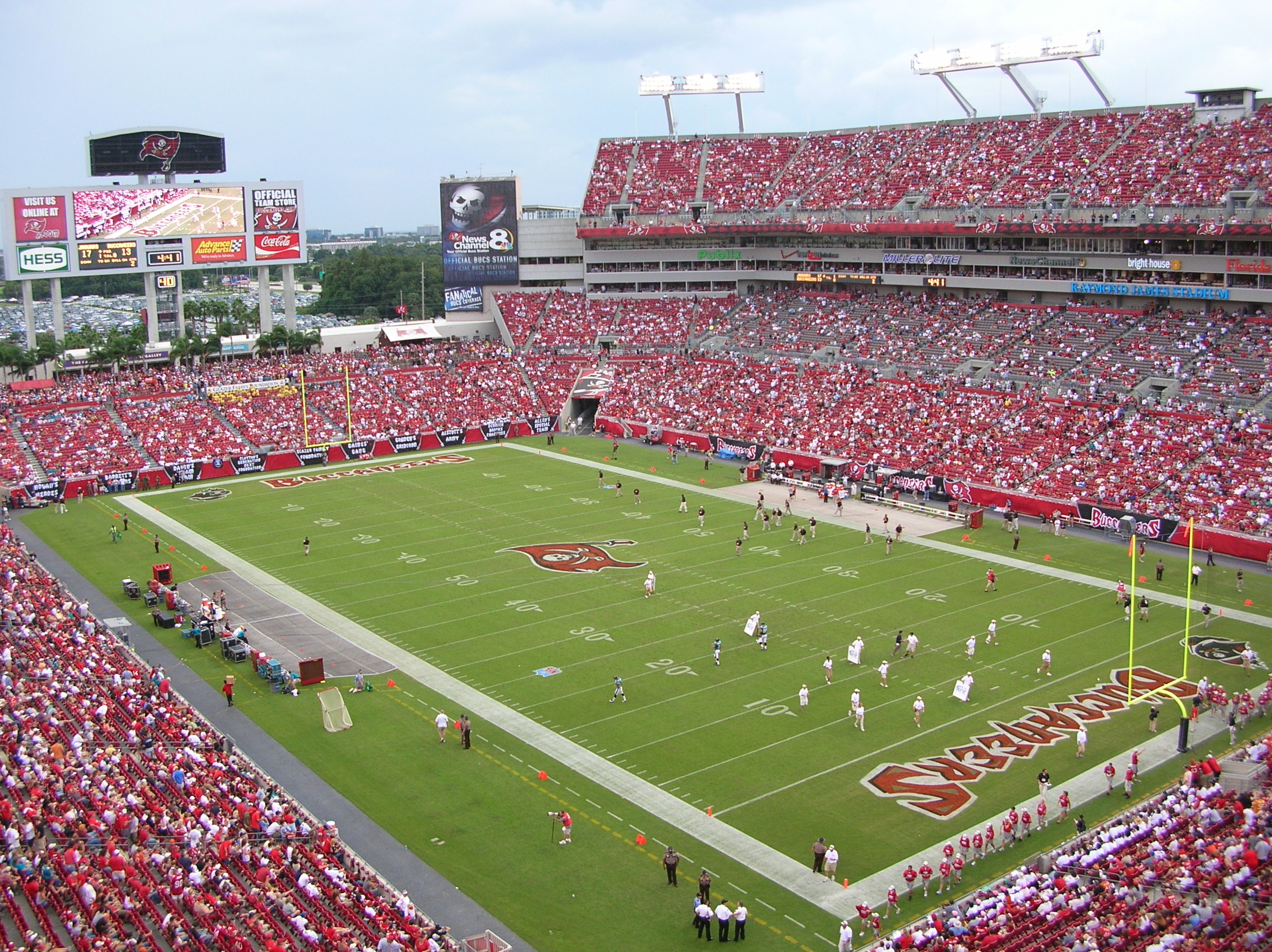
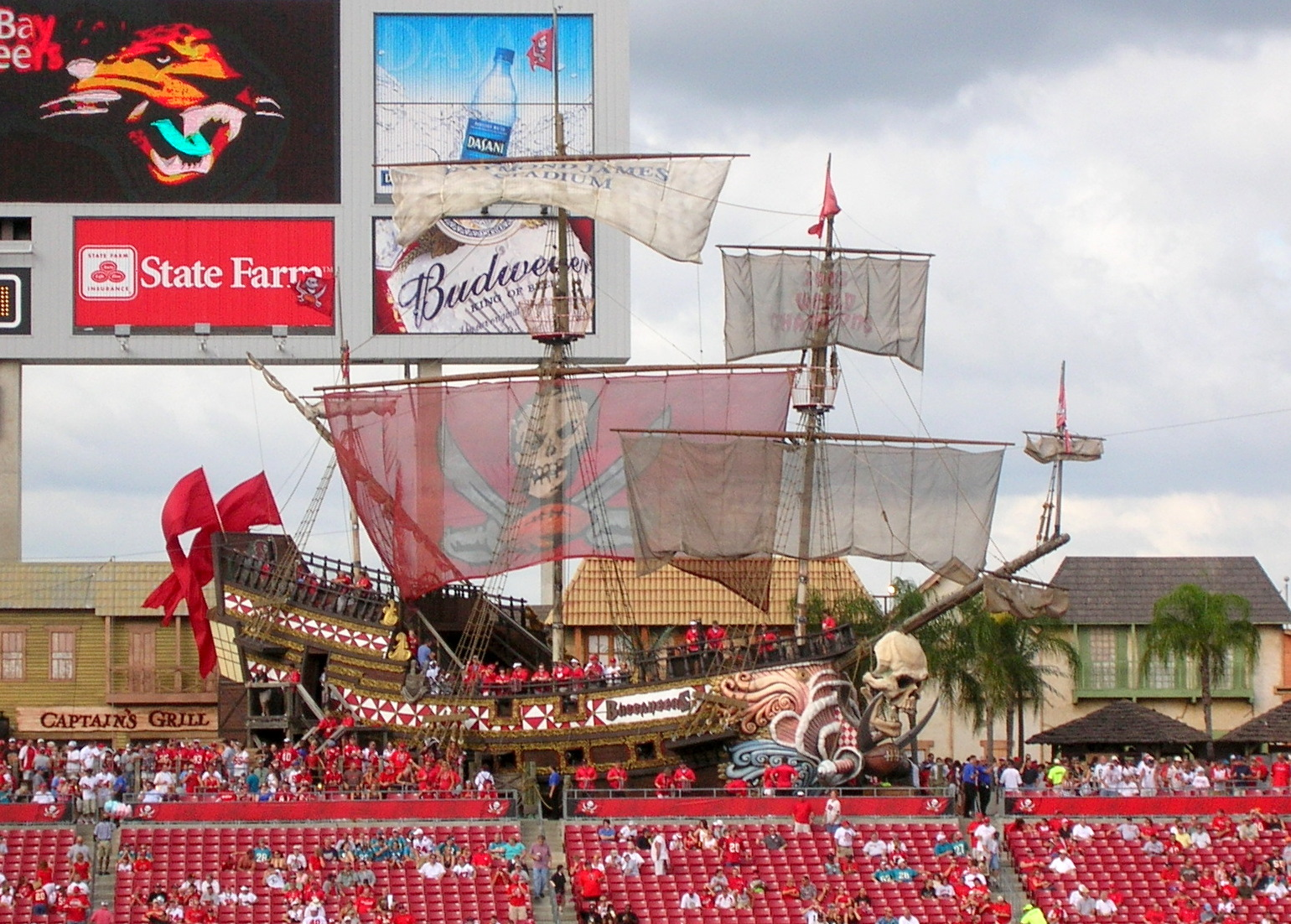
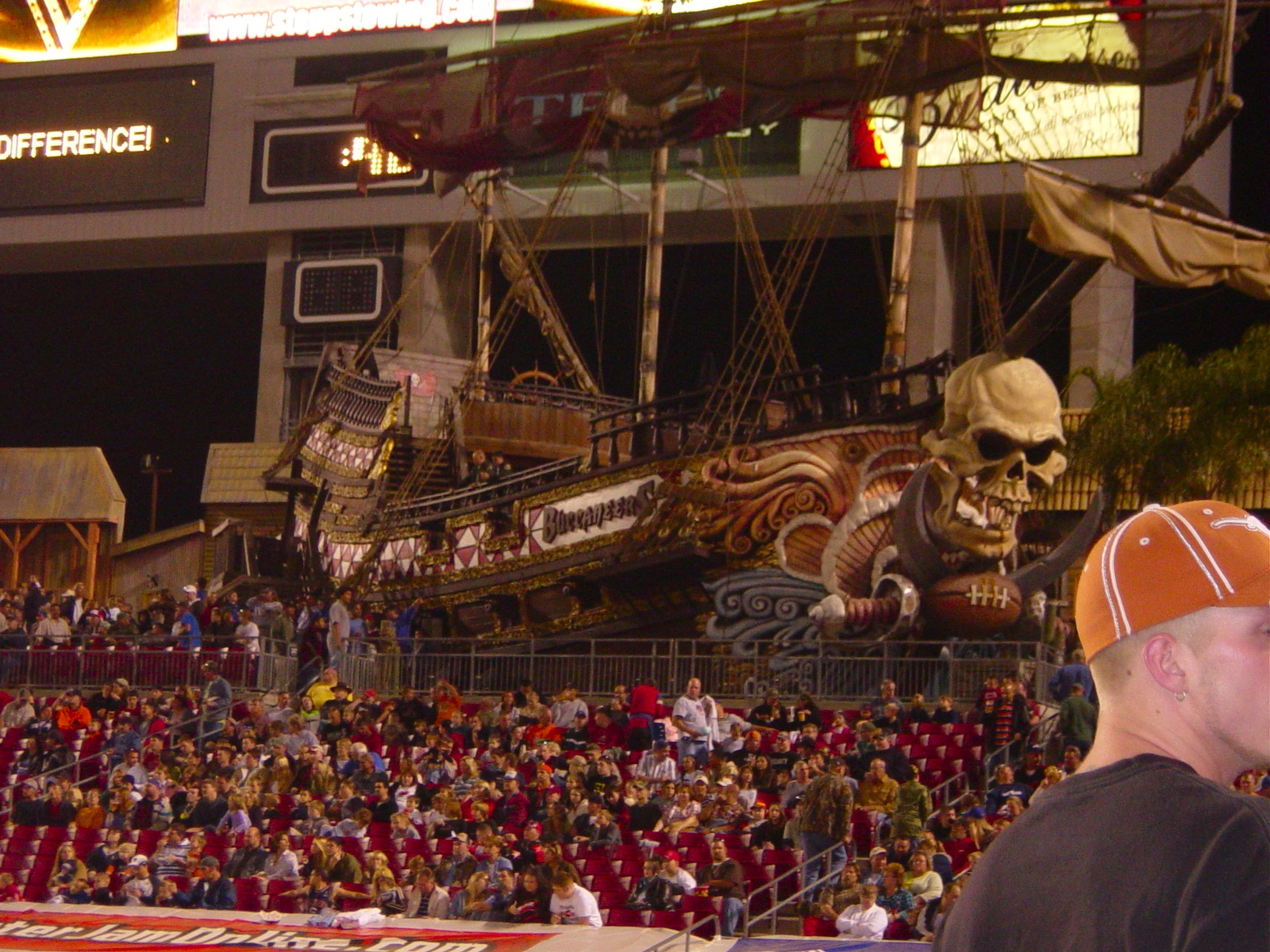
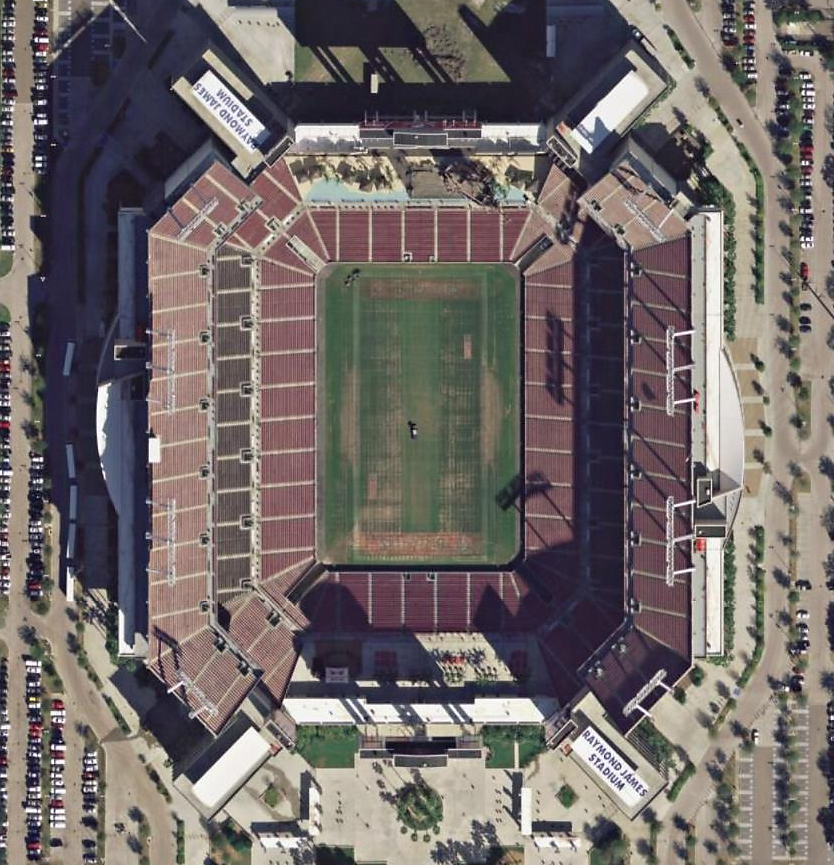